# مشيخة العوالق العليا
مشيخة العوالق العليا، كانت مشيخة في محمية عدن التابعة للإمبراطورية البريطانية، واتحاد إمارات الجنوب العربي وخليفتها، اتحاد الجنوب العربي. وكانت عاصمتها الصعيد . والمشيخة السابقة هي الآن جزءا أساسيا من محافظة شبوة في جمهورية اليمن.

## التاريخ
سلطان سلطنة العوالق السفلى شقيق سلطان العوالق العليا في القرن ال18،
ونظرا لإتساع رقعة السلطنة تم تقسيم السلطنة إداريا عليا وسفلى والسلطان الأول والعام والمرجع هو سلطان العليا وفي فترة تأسيس اتحاد الجنوب بدأ بالانشقاق البعض من إل فريد ومهادنة البريطانيون لانشاءمايسمى مشيخة العوالق العليا في مدينة الصعيد وفي مساحة لا تتعدى 20كلم مربع وبذالك أعلنت عدم الامتثال لحكم سلطنة العوالق العليا في مدينة نصاب.وبذالك أصبحت المنطقة تحت النفوذ البريطاني، وكان الغرض من دعمها زعزعة الوضع ومحاولة استمالة السلطان للمعاهدة وفي نهاية المطاف أصبحت مشيخة العوالق العليا أحد مكونات محمية عدن. وفي عام1963 كانت عضوا في اتحاد الجنوب العرب.
أخر شيخ للمشيخة كان الأمير عبد الله بن محسن اليسلمي العولقي، والذي خلع في 28 أغسطس 1967، وألغيت ولايته في نوفمبر 1967 وذلك عند تأسيس جمهورية اليمن الديمقراطية الشعبية.

### الحكام
حكام مشيخة العولقي العليا حملو لقب عاقل آل علي العولقي.

#### شيوخ
- 1871? - 2 يونيو 1883 العاقل فريد بن ناصر اليسلمي العولقي
- 1883 - 1890 رويس بن فريد اليسلمي العولقي
- 1890 - يوليو 1902 مرصاص بن فريد اليسلمي العولقي
- 1902 - 1959 العاقل محسن بن فريد اليسلمي العولقي
- العاقل فريد بن محسن بن فريد
- 1959 - 28 أغسطس 1967 الأمير عبد الله بن محسن
- سلطنة العوالق العليا
- محمية عدن

## وصلات خارجية
- Map of Arabia (1905-1923) including the states of Aden Protectorate